# Panagaeus fasciatus
Panagaeus fasciatus är en skalbaggsart som beskrevs av Thomas Say. Panagaeus fasciatus ingår i släktet Panagaeus och familjen jordlöpare. Inga underarter finns listade i Catalogue of Life.